# ستيف مارتن
ستيف مارتن (بالإنجليزية: Steve Martin)‏ ممثل أمريكي من مواليد 14 أغسطس 1945. هو ممثل أمريكي كوميدي وكاتب مسرحي ومنتج وموسيقي وملحن ولد في واكو، تكساس ونشأ في جنوب كاليفورنيا ، حيث كان لديه تأثير في ديزني لاند ومزرعة نوت بيري والعمل في مجال الكوميديا وألعاب الخفة في بعض المناطق من كاليفورنيا . كانت بدايته مع الشهرة عندما كان كاتباّ في برنامج Smothers Brothers Comedy Hour ، وأصبح في وقت لاحق ضيفاّ في برنامج The Tonight Show .

## نشأته
وُلد مارتن في 14 أغسطس 1945، في مدينة واكو في تكساس، وهو نجل ماري لي (1913-2002) وجلين فيرنون مارتن (1914–1997)، كان بائع عقارات وممثلًا طموحًا.
نشأ مارتن في مدينة إنغليوود بولاية كاليفورنيا مع أخته ميليندا مارتن، ثم انتقلا إلى غاردين غروفي في كاليفورنيا لدى عائلة تبعت الكنيسة المعمدانية. كان مارتن قائد فرقة مدرسة غاردين غروفي الثانوية. إحدى ذكرياته الأولى هي رؤية والده يقدم المشروبات على خشبة مسرح كول بورد في ملروس بليس. ظهر والد مارتن في إنتاج مسرحية حملت عنوان (بلدتنا) مع ريموند ماسي في المملكة المتحدة خلال الحرب العالمية الثانية. عبر والده عن عاطفته نحو نجله من خلال الهدايا مثل السيارات والدراجات، وكان صارمًا بطبعه. كان فخورًا به ولكن انتقده جدًا، أشار مارتن لاحقًا إلى أن مشاعره تجاه والده في سن المراهقة كانت في الغالب مشاعر كراهية.

### الكوميديا
التحق مارتن بكلية سانتا آنا بعد المدرسة الثانوية، حيث حضر دروسًا في الدراما والشعر الإنجليزي. تعاون مع صديقه وزميلة كاثي ويستمورلاند للمشاركة في أعمال الكوميديا وغيرها في وقت فراغه في مسرح بيرد كيج. انضم إلى فرقة كوميديا في مزرعة نوت. التقى في وقت لاحق الممثلة الناشئة ستورمي شيرك، وطورا طرق عرض الكوميديا ثم وقعا في الحب. أدى تأثير شيرك على مارتن إلى تقدميه طلب إلى جامعة ولاية كاليفورنيا للتسجيل في تخصص الفلسفة. التحقت شيرك بجامعة كاليفورنيا في لوس أنجلوس على بعد نحو ساعة بالسيارة شمالًا، وتسببت المسافة في أن يعيشا حياة منفصلة. فكر مارتن في أن يصبح أستاذاً بدلاً من ممثل كوميدي واستوحى ذلك من محاضرات الفلسفة. إذ غير الوقت الذي أمضاه في الكلية حياته.
«غيرت الكلية معتقداتي وأفكاري في كل شيء. تخصصت في الفلسفة. بدأت دراسة المنطق، وكانوا يتحدثون عن السبب والنتيجة، وبدأت بعدها أدرك: لا يوجد سبب وتأثير! لا يوجد منطق! لا يوجد أي شيء! يصبح بعد ذلك من السهل فعلاً كتابة هذه الأشياء لأن كل ما عليك فعله هو قلب كل الحقائق»

## حياته المهنية

### بداية حياته المهنية: العروض المباشرة على المسرح أمام الجمهور
ساعدت صديقة مارتن السابقة نينا جولد بلات في عام 1967 مارتن في الحصول على وظيفة للكتابة في برنامج من خلال تقديم عمله لرئيسة الكتاب ماسون وليامز. دفع وليامز لمارتن في البداية من ماله الخاص. فاز مارتن جنبًا إلى جنب مع الكتاب الآخرين في المعرض بجائزة إيمي في عام 1969 عن عمر 23 عامًا. كان أول ظهور تلفزيوني لمارتن في عام 1968. قال:
«ظهرت في برنامج فرجينيا غراهام التلفزيوني في عام 1970. ظهرت بشكل سيء. بدت تسريحة شعري مثل الخوذة لأسباب لا أفهمها. ارتديت معطفًا وقميصًا حريريًا، وكنت متصنعًا وبطيئًا. لم يكن لدي أي قوة حضور على الإطلاق. شعرت بالاكتئاب لمدة أسبوع بعد رؤية العرض.»
كان من بين زملائه في السكن خلال هذه السنوات الممثل الكوميدي غاري مولي دير والمغني وعازف الإيتار ميخائيل جونسون. أسس مارتن مجموعات مثل فرقة (نيتي غريتي ديرت) التي عملت لصالحه من خلال الظهور في برنامجه التلفزيوني الخاص لعام 1980، وفرقة (النجارين) وفرقة (توتو). ظهر في سان فرانسيسكو في ملهى (البيت) بالإضافة إلى أماكن أخرى. واصل الكتابة وحصل على ترشيح إيمي عن عمله مع فان ديك في عام 1976.
ظهر مارتن بشكل متكرر في منتصف سبعينيات القرن الماضي كممثل كوميدي في برنامج (عرض الليلة) من بطولة جوني كارسون، وبرنامج (أون لوكيشن)، وعرض الدمى، وساترداي نايت لايف، زادت جماهيرية برنامج ساترداي نايت لايف لمليون مشاهد عندما شارك فيه كضيف، وكان أحد أكثر ضيوف العرض نجاحًا. ظهر مارتن في 27 حلقة من برنامج ساترداي نايت لايف وكان ضيفًا لـ 15 مرة، متفوقًا في عدد العروض التقديمية على أليك بالدوين (الذي استُضيف 17 مرة منذ فبراير 2017). أصبح مارتن قريبًا من العديد من أعضاء فريق العمل مثل غيلدا راندر. توفيت رادنر بسرطان المبيض في 20 مايو 1989، استُضيف مارتن في تلك الليلة وعرضت لقطات له مع راندر معا في عام 1978.

## حياته الشخصية
كان مارتن على علاقة مع الممثلة والمغنية والراقصة برناديت بيترس في أواخر السبعينات وأوائل الثمانينيات، شاركوا في بطولة فيلمين هما (الأحمق) و(بنسات من الجنة) خلال ذلك الوقت.
تزوج مارتن من الممثلة فيكتوريا تانت في 20 نوفمبر عام 1986، وانفصلا في عام 1994. تزوج مارتن من آن سترينج فيلد في 28 يوليو عام 2007 بعد علاقة لمدة ثلاث سنوات، وهي كاتبة وموظفة سابقة في مجلة نيويوركر. حضر السيناتور السابق في ولاية نبراسكا بوب كيري الحفل في منزل مارتن في لوس أنجلوس. لم يعلم العديد من الضيوف بمن فيهم أصدقاؤه المقربون مثل توم هانكس ويوجين ليفي والممثل الكوميدي والمخرج السينمائي كارل راينر، والساحر والممثل ريكي جاي عن إقامة حفل الزفاف. بل أخبرهم بدلاً من ذلك أنهم مدعوون إلى حفلة وفوجئوا بالزفاف. أصبح مارتن أبًا في ديسمبر 2012 عندما أنجبت سترينج فيلد ابنة.
كان مارتن جامع مقتنيات منذ عام 1968 عندما اشترى لوحات للفنان إدوارد روشا من لوس أنجلوس. استضاف معرض بيلاجيو للفنون الجميلة في عام 2001 معرضًا لمدة خمسة أشهر ضم 28 لوحة من مجموعة مارتن، منها أعمال روي ليختنشتاين وبابلو بيكاسو وديفيد هوكني وإدوارد هوبر. باع في عام 2006 فندق (ويندو 1955) في سوذبيز مقابل 26.8 مليون دولار. نظم في عام 2015 عرضًا بعنوان (فكرة الشمال: لوحات لوران هاريس)، لتعريف الأمريكيين بالرسام الكندي والمؤسس المشارك لمجموعة السبعة لوران هاريس.

## تأثيره
أثر أسلوب مارتن المميز والمثير والفكاهي على العديد من الكوميديين خلال حياته المهنية مثل بو بورنهام، ستيفن كولبير، روبرت سميجل، وجوردان بيل.

## أعماله
| عام  | فيلم                                                                     | دور                             | ملاحظات |
| ---- | ------------------------------------------------------------------------ | ------------------------------- | --- |
| 1956 | حلم ديزني لاند                                                           |                                 | وثائقي |
| 1977 | The Absent-Minded Waiter                                                 |                                 | Short Subject |
| 1978 | Sgt. Pepper's Lonely Hearts Club Band ‏                                   | د. ماكسويل ماديسون              | |
| 1979 | الدمى                                                                    | Insolent Waiter                 | |
| 1979 | The Kids Are Alright ‏                                                    |                                 | وثائقي |
| 1979 | The Jerk                                                                 | نافين جونسون                    | كاتب |
| 1981 | Pennies from Heaven ‏                                                     | آرثر                            | ترشح لجائزة غولدن غلوب لأفضل ممثل - فيلم موسيقي أو كوميدي |
| 1982 | Dead Men Don't Wear Plaid                                                | ريجبي ريردون                    | كاتب |
| 1983 | The Man with Two Brains                                                  | Dr. Michael Hfuhruhurr          | كاتب |
| 1984 | The Lonely Guy                                                           | Larry Hubbard                   | |
| 1984 | All of Me ‏                                                               | روجر كوب                        | جائزة الجمعية الوطنية الأمريكية للنقاد السينمائيين لافضل ممثل ‏ جائزة دائرة نقاد الأفلام بنيويورك لأفضل ممثل ‏ Nominated – جائزة غولدن غلوب لأفضل ممثل - فيلم موسيقي أو كوميدي |
| 1985 | Movers & Shakers                                                         | Fabio Longio                    | |
| 1986 | الأصدقاء الثلاثة (فيلم)                                                  | Lucky Day                       | Also Writer and Executive Producer |
| 1986 | Little Shop of Horrors ‏                                                  | Orin Scrivello, DDS             | Billed as "Special Appearance" |
| 1987 | Roxanne                                                                  | C.D. Bales                      | Also Writer and Executive Producer جائزة جمعية نقاد السينما في لوس انجلوس لأفضل ممثل ‏ جائزة الجمعية الوطنية الأمريكية للنقاد السينمائيين لافضل ممثل ‏ Writers Guild of America Award for Best Adapted Screenplay Nominated – جائزة غولدن غلوب لأفضل ممثل - فيلم موسيقي أو كوميدي |
| 1987 | طائرات، قطارات وسيارات                                                   | Neal Page                       | |
| 1988 | Dirty Rotten Scoundrels                                                  | Freddy Benson                   | |
| 1989 | Parenthood                                                               | Gil Buckman                     | ترشح لجائزة غولدن غلوب لأفضل ممثل - فيلم موسيقي أو كوميدي |
| 1990 | My Blue Heaven ‏                                                          | Vinnie Antonelli                | |
| 1991 | L.A. Story                                                               | Harris K. Telemacher            | Also Writer and Executive Producer |
| 1991 | Father of the Bride ‏                                                     | George Banks                    | Nominated – جوائز إم تي في للأفلام |
| 1991 | Grand Canyon ‏                                                            | Davis                           | |
| 1992 | HouseSitter                                                              | Newton Davis                    | |
| 1992 | Leap of Faith ‏                                                           | Jonas Nightengale               | |
| 1993 | And the Band Played On ‏                                                  | The Brother                     | Cameo |
| 1994 | A Simple Twist of Fate                                                   | Michael McCann                  | Also Writer and Executive Producer |
| 1994 | Mixed Nuts                                                               | Philip                          | |
| 1995 | Father of the Bride Part II                                              | George Banks                    | Nominated – American Comedy Award for Funniest Actor in a Motion Picture (Leading Role) ‏ Nominated – جائزة غولدن غلوب لأفضل ممثل - فيلم موسيقي أو كوميدي |
| 1996 | Sgt. Bilko ‏                                                              | Master Sergeant Ernest G. Bilko | |
| 1997 | The Spanish Prisoner                                                     | Jimmy Dell                      | |
| 1998 | أمير مصر                                                                 | Hotep                           | Voice |
| 1999 | The Out-of-Towners ‏                                                      | Henry Clark                     | |
| 1999 | Bowfinger                                                                | Bobby Bowfinger                 | Also writer |
| 1999 | The Venice Project                                                       |                                 | Cameo |
| 1999 | فانتازيا 2000                                                            | Introductory Host               | Disney Re-Release |
| 2000 | Joe Gould's Secret ‏                                                      | Charlie Duell                   | |
| 2001 | Novocaine                                                                | Frank Sangster                  | |
| 2002 | Smothered: The Censorship Struggles of the Smothers Brothers Comedy Hour |                                 | As himself |
| 2003 | إسقاط المنزل                                                             | Peter Sanderson                 | |
| 2003 | لوني تونز: باك إن أكشن                                                   | Mr. Chairman                    | |
| 2003 | تشيبر باي ذا دوزن                                                        | توم بيكر                        | |
| 2004 | جيميني غليك في لالاوود                                                   |                                 | Cameo |
| 2004 | تاجر البندقية (فيلم 2004)                                                |                                 | Cameo |
| 2005 | Shopgirl                                                                 | Ray Porter                      | Also Writer and Producer |
| 2005 | تشيبر باي ذا دوزن 2                                                      | توم بيكر                        | |
| 2005 | Disneyland: The First 50 Magical Years                                   |                                 | As himself |
| 2006 | الفهد الوردي (فيلم 2006)                                                 | المفتش كلوزو                    | A remake of the earlier series |
| 2008 | أم طفلة (فيلم)                                                           | Barry                           | |
| 2008 | خائن                                                                     |                                 | Writer and Producer |
| 2009 | النمر الوردي 2                                                           | المفتش كلوزو                    | Also Screenplay Nominated - جائزة التوتة الذهبية for جائزة راتزي لأسوأ ممثل ‏ |
| 2009 | أمر معقد                                                                 | Adam Schaffer                   | |
| 2011 | The Big Year                                                             | Stu Preissler                   | |

## وصلات خارجية
- الموقع الرسمي
- ستيف مارتن على موقع IMDb (الإنجليزية)
- ستيف مارتن على موقع ميتاكريتيك (الإنجليزية)
- ستيف مارتن على موقع الموسوعة البريطانية (الإنجليزية)
- ستيف مارتن على موقع روتن توميتوز (الإنجليزية)
- ستيف مارتن على موقع مونزينجر (الألمانية)
- ستيف مارتن على موقع قاعدة بيانات الأفلام العربية
- ستيف مارتن على موقع ألو سيني (الفرنسية)
- ستيف مارتن على موقع ميوزك برينز (الإنجليزية)
- ستيف مارتن على موقع رولينغ ستون (الإنجليزية)
- ستيف مارتن على موقع تيرنر كلاسيك موفيز (الإنجليزية)
- ستيف مارتن على الإذاعة الوطنية العامة in 2008. Article and radio file
- ستيف مارتن على الإذاعة الوطنية العامة in 2003. Radio file.
- ستيف مارتن على موقع Charlie Rose
- Men's Vogue article
- Disney Legends profile